# Квантово състояние
Квантово състояние е всяко възможно състояние в което може да се намира дадена квантова система. То се описва от вектор на състоянието, вълнова функция или с пълния набор квантови числа, характерни за системата. Принципно някои състояния не могат да бъдат описани с вълнова функция, в тези случаи се използва оператора на плътността.
Векторът на състоянието и вълновата функция са математически еквивалентни.
За описанието на всички възможни квантови състояния на дадена квантова система се използва хилбертово пространство {\displaystyle {\mathcal {H}}}, което практически я описва напълно и спомага за установяване всички възможни процеси. Този математически апарат се оказва сполучлив поради съществуването на принципа на суперпозиция на квантови състояния. Например, ако съществуват две възможни състояния и в първото състояние дадена величина може да заема стойностите p1, p2, …, а във второто – q1, q2,…, то съществува и състояние, наречено суперпозиция, в което тази величина може да заема стойности от което и да е от двете състояния p1, p2, …, q1, q2,….